# Victoria Gardens
Victoria Gardens es una localidad de Trinidad y Tobago, que forma parte de la región de Diego Martín.

## Geografía
La localidad abarca parte de la isla Trinidad y limita al norte con Four Roads, al sur con West Moorings, al este con Four Roads y Powder Magazine y al oeste con Goodwood Gardens y West Moorings.

## Demografía
Datos demográficos de la localidad de Victoria Gardens:
| Gráfica de evolución demográfica de Victoria Gardens entre 2000 y 2011 |
|                                                                        |